# پدرو آگیره ثردا
پدرو آگیره ثردا (به اسپانیایی: Pedro Aguirre Cerda) یک شهرستان در شیلی است که در استان سانتیاگو واقع شده‌است. پدرو آگیره ثردا ۹٫۷ کیلومتر مربع مساحت و ۱۱۴٬۵۶۰ نفر جمعیت دارد.